# Pavel Filip
Pavel Filip, född 10 april 1966 i Panasjesjty, Moldaviska SSR, Sovjetunionen (nuvarande Pănășești, Moldavien), är en moldavisk politiker för Demokratiska partiet i Moldavien (PDM).
Filip var premiärminister för Moldavien 20 januari 2016–8 juni 2019.

## Namn och skrivsätt
På rumänska och moldaviska: Pavel Filip (med latinsk skrift); moldaviska: Павел Филип (med kyrillisk skrift); på ryska: Па́вел Петро́вич Фили́п, Pavel Petrovitj Filip (används i Gagauzien och Transnistrien); på ukrainska: Павло́ Петро́вич Філі́п, Pavlo Petrovytj Filip (används i Transnistrien).